# Mångtjärnarna (Ljusdals socken, Hälsingland, 687040-151481)
Mångtjärnarna är en sjö i Ljusdals kommun i Hälsingland och ingår i Ljusnans huvudavrinningsområde.